# Гомельский судостроительно-судоремонтный завод
Гомельский судостроительно-судоремонтный завод (ГССЗ; Гомельский ССРЗ; бел. Гомельскі судабудаўнічы-сударамонтны завод) — белорусское предприятие, располагавшееся в Гомеле.

## История
В 1918 году в Гомеле были основаны судоремонтные мастерские, которые обеспечивали нужды Днепровской военной флотилии. В 1921 году мастерские были расширены. В 1935 году мастерские преобразованы в судоремонтный завод. В 1938 году завод приступил к производству новых судов. В 1941 году завод был эвакуирован в Сталинград и переориентировался на производство боеприпасов, в 1944 году возвращён в Гомель. В 1946—1950 годах построены новые заводские корпуса. В 1959 году завод переименован в судостроительно-судоремонтный. Завод поочерёдно подчинялся пароходствам: Днепро-Двинскому (до 1947 года), Днепровскому (1947—1956), Верхне-Днепровскому (с 1956 года).
В 2002 году началось рассмотрение дела о банкротстве предприятия. Завод получил 26-месячную отсрочку по выплате долгов, и была начата санация предприятия. Одним из первых было продано основное оборудование для производства новых теплоходов — портальный кран. В 2009 году завод был передан частному инвестору для реконструкции, но вскоре возвращён государству. В 2012 году РУП «Гомельский судостроительно-судоремонтный завод» было ликвидировано. Имущество завода, в том числе недвижимое, было передано Гомельскому речному порту, и на его базе был образован судоремонтный участок порта.

## Продукция
Завод производил пассажирские теплоходы на подводных крыльях «Полесье» и другие теплоходы различных модификаций.
Последним судном, произведённым на заводе, стал грузовой теплоход класса «река-море» «Надежда» (спущен на воду в 2002 году). Завод стал банкротом вскоре после завершения его строительства.